# Leucopogon strictus
Leucopogon strictus är en ljungväxtart som beskrevs av George Bentham. Leucopogon strictus ingår i släktet Leucopogon och familjen ljungväxter. Inga underarter finns listade i Catalogue of Life.